# Glazba u 1804.
◄◄ | ◄ | 1801. | 1802. | 1803. | 1804.  | 1805. | 1806. | 1807. | ► | ►►
Arhitektura • Astronomija • Biologija • Glazba • Kazalište • Kemija • Kiparstvo • Knjige • Književnost • Kršćanstvo • Meteorologija • Medicina • Politika • Pravo • Promet • Slikarstvo • Šport • Znanost
Glazba u 1804.

## Hrvatska i u Hrvata

### Događaji
- 10. listopada - osnovana Glazbena škola Karlovac, najstarija glazbena škola u Republici Hrvatskoj, kolijevka formalnog glazbenog obrazovanja u ovom dijelu Europe

### Smrti
- Ambroz Divizić, hrvatski glazbenik i dominikanac iz Dubrovnika

## Vanjske poveznice
|  | Zajednički poslužitelj ima još gradiva o temi Glazba u 1804. |